# Maria Dziuba
Maria Jadwiga Dziuba (ur. 2 stycznia 1945 w Goszczynie) – polska polityk, rolnik, posłanka na Sejm IV kadencji.

## Życiorys
Ukończyła studia na Wydziale Ochrony Środowiska Prywatnej Wyższej Szkoły Ochrony Środowiska w Radomiu. Zajęła się prowadzeniem indywidualnego gospodarstwa rolnego. Pełniła funkcję radnej powiatu grójeckiego. Kandydowała do Sejmu z listy Polskiego Stronnictwa Ludowego w wyborach w 1991, 1993, 1997 i 2001. W 2004 objęła mandat posła na Sejm IV kadencji z okręgu radomskiego, zastępując wybranego do Parlamentu Europejskiego Dariusza Grabowskiego. W 2005 i 2007 ponownie bez powodzenia kandydowała w wyborach parlamentarnych.